# آرثر ويلزلي
آرثر ويلزلي (بالإنجليزية: Arthur Wellesley)‏ غلب عليه لقب دوق ولنغتون (بالإنجليزية: Duke of Wellington)‏؛ (1 مايو 1769 - 14 سبتمبر 1852)، هو جندي أنجلو آيرلندي وسياسي محافظ (توري) كان واحدًا من الشخصيات العسكرية والسياسية البارزة في بريطانيا خلال القرن التاسع عشر، فشغل منصب رئيس الوزراء مرتين. أنهى ويلزلي الحروب النابليونية بعدما هزم نابليون بونابرت في معركة واترلو عام 1815.
وُلد ويلزلي في دبلن إبان فترة الهيمنة البروتستانتية على آيرلندا. كُلف ويلزلي بمنصب ملازم في الجيش البريطاني عام 1787، فعمل مرافقًا شخصيًا (ياور) لاثنين من القائم مقام الأعلى في آيرلندا. كان ويلزلي أيضًا عضوًا في البرلمان ضمن مجلس النواب (المجلس الأدنى). حصل على رتبة عقيد بحلول عام 1796 وشهد حملتي الأراضي المنخفضة والهند، فقاتل في الحرب الأنجلو–ميسورية الرابعة في معركة سرينغاباتنام. عُيّن حاكمًا على سرينغاباتنام وميسور في عام 1799، وبعدما أصبح لواء، استطاع تحقيق نصر ساحقٍ في معركة آساي عام 1803 ضد مملكة ماراثا.
برزت شهرة ويلزلي عندما كان جنرالًا خلال حرب الاستقلال الإسبانية إبان الحروب النابليونية، ورُقي إلى رتبة مشير بعدما قاد قوات الحلفاء وحقق النصر ضد الإمبراطورية الفرنسية في معركة فيتوريا عام 1813. عقب نفي نابليون عام 1814، شغل ويلزلي منصب سفير المملكة المتحدة في فرنسا، ومنح منصب الدوق. خلال فترة المئة يوم التي عاد فيها نابليون من منفاه عام 1815، قاد ويلزلي جيش الحلفاء، وهزم نابليون في معركة واترلو بصحبة الجيش البروسي تحت قيادة غرهارد فون بلوشر. كان سجل ويلزلي الحربي نموذجي، فشارك الرجل في 60 معركة تقريبًا طوال مسيرته العسكرية.
يُشتهر ويلزلي بأسلوبه الدفاعي التكيفي في الحرب، ما حقق له انتصارات عديدة ضد قوات متفوقة عدديًا، بينما استطاع تقليص خساراته إلى أدنى الحدود. يُعتبر ويلزلي واحدًا من أعظم قادة الدفاع في التاريخ، ولا تزال تكتيكاته ومخططاته الحربية تُدرس في الأكاديميات العسكرية في مختلف أنحاء العالم. بعد انتهاء مسيرته العسكرية، عاد إلى مجال السياسة. استطاع ويلزلي تبوأ منصب رئيس الوزراء مرتين بصفته عضوًا في حزب المحافظين (توري) منذ عام 1828 وحتى 1830، ومرة أخرى في عام 1834 لكن لفترة أقل من شهر. أشرف ويلزلي على إقرار قانون الإغاثة الكاثوليكي عام 1829، لكنه عارض قانون الإصلاح عام 1832. بقي ويلزلي واحدًا من الشخصيات البارزة في مجلس اللوردات (المجلس الأعلى) حتى تقاعده، وبقي القائد الأعلى للقوات المسلحة في الجيش البريطاني حتى وفاته.

## النشأة

### عائلته
وُلد ويلزلي لعائلة أرستقراطية أنجلو–آيرلندية تنتمي للأقلية البروتستانتية المهيمنة في آيرلندا، تحت اسم الموقر آرثر ويلزلي. وويلزلي هو ابن آن ويلزلي كونتيسة مورنينغتن وغاريت ويزلي الإيرال الأول لمورنينغتن. والده هو ابن ريتشارد ويزلي البارون الأول لمورنينغتن والذي امتهن السياسة لفترة قصيرة بصفته نائبًا عن دائرة تريم الانتخابية في مجلس العموم الآيرلندي قبل أن يخلف والده ويصبح البارون الثاني لمورنينغتون عام 1758. كان غاريت ويزلي مؤلفًا موسيقيًا ناجحًا، ورُقي إلى رتبة إيرل مورنينغتن عام 1760 اعترافًا بإنجازاته الموسيقية. أما والدة ويلزلي، فكانت الابنة الكبرى لآرثر هيل–تريفور، الفسكونت الأول لدنغينن، وهو الرجل الذي سُمي ويلزلي تيمنًا به.
كان ويلزلي الطفل السادس من أصل 9 أطفال أنجبهم إيرل وكونتيسة مورنينغتن. من أشقائه ريتشارد فسكونت ويلزلي (20 يونيو 1760 – 26 سبتمبر 1842) ماركيز ويلزلي الأول وإيرل مورنينغتن الثاني، والموقر وليام ويلزلي–بول (20 مايو 1763 – 22 فبراير 1845) إيرل مورنينغتن الثالث وبارون ماريبورو الأول.

### تاريخ ومكان ولادته
لا يُعرف تاريخ ومكان ولادة ويلزلي بدقة، بينما يتفق أغلب كُتاب السيرة مع دليل الصحف المعاصرة حينها والقائل أنه وُلد في الأول من مايو عام 1769، أي قبل يومٍ من تعميده في كنيسة القديس بطرس في دبلن. أما مكان ولادته، فعلى الأرجح أنه وُلد في منزل والديه في شارع ميريون العلوي رقم 24 الواقع في دبلن، والذي يحوي اليوم فندق ميريون. تتضارب هذه المعلومة مع التقارير التي تقول أن والدته آن، كونتيسة مورنينغتن، ذكرت عام 1815 أنه وُلد في شارع ميريون 6 في دبلن. طُرحت أماكن أخرى باعتبارها مكان ولادة ويلزلي، من بينها منزل مورنينغتن (المنزل المجاور الواقع على شارع ميريون العلوي)، أو على متن قارب متوسط الحجم مثلما ادعى والده، أو منزل العائلة في بلدة آثي (والذي التهمته النيران عام 1916).
أمضى ويلزلي معظم فترة طفولته بين منزلي العائلة، الأول هو منزل ضخم في دبلن والثاني هو قلعة دنغن التي تبعد نحو 5 كيلومترات شمال سمرهيل في مقاطعة ميث. في عام 1781، توفي والد آرثر وورث شقيقه الأكبر ريتشارد إرلية الأب.
التحق ويلزلي بمدرسة أسقفية في تريم عندما كان يعيش في دنغن، ثم بأكاديمية السيد وايت عندما كان في دبلن، وأخيرًا في مدرسة براون في تشيلسي عندما كان في لندن. التحق بعدها بكلية إيتون حيث درس فيها منذ عام 1781 وحتى عام 1784. كره الكلية جراء شعوره بالوحدة هناك، ما ينفي بشكل كبير صحة الاقتباس الذي نُسب إليه ومفاده أن «النصر في معركة واترلو جاء بفضل ميادين وساحات اللعب في إيتون». فوق ذلك، لم تحوِ كلية إيتون ساحات للعب في تلك الفترة. في عام 1785، اضطر ويلزلي الشاب إلى الانتقال إلى بروكسل مع والدته جراء عدم تفوقه في إيتون وشحّ أموال العائلة بعد وفاة الأب. حتى أوائل العشرينيات من عمره، لم يظهر على آرثر علامات التميّز، وتفاقم قلق والدته من كسل ابنها، فقالت بخصوص هذا الأمر «لا أعلم ما أستطيع فعله تجاه ابني الأخرق آرثر».
بعد عام واحد، التحق آرثر بالأكاديمية الملكية الفرنسية للفروسية في آنجيه، وحقق هناك تقدمًا ملحوظًا، فأصبح فارسًا جيدًا وتعلّم الفرنسية، وهي اللغة التي أفادته لاحقًا. عقب عودته إلى إنجلترا في أواخر العام 1786، ذُهلت والدته بالتحسن الذي طرأ عليه.

## مسيرته العسكرية

### مسيرته المبكرة
على الرغم من مستقبله المبشر، كان على ويلزلي العثور على عمل بينما كانت عائلته تعاني من شح الأموال، وبناءً على نصيحة والدته، طلب شقيقه من صديقه دوق روتلاند (والذي كان حينها القائم مقام الأعلى لآيرلندا) أخذ آرثر بعين الاعتبار في الخدمة العسكرية ضمن الجيش. بعد فترة قصيرة، في السابع من مارس عام 1787، أُعلن عن تجنيده برتبة ملازم في كتيبة المشاة الثالثة والسبعين. في شهر أكتوبر، وبمساعدة شقيقه، عُيّن آرثر مرافقًا شخصيًا (ياور) بمرتب 10 شلن في اليوم (أي ضعف مرتبه عندما كان ملازمًا) للورد باكنغهام الذي أصبح القائم مقام الأعلى الجديد لآيرلندا. نُقل آرثر أيضًا إلى الكتيبة السادسة والسبعين التي تشكلت في آيرلندا في يوم عيد الميلاد عام 1787، ورُقي إلى رتبة نقيب. خلال الفترة التي أمضاها في دبلن، كانت مهامه اجتماعية بشكل رئيس، فكان يحضر الحفلات الراقصة ويمتع الضيوف ويوفر النصائح للورد باكنغهام. عندما كان في آيرلندا، أفرط في اقتراض الأموال جراء مقامراته، لكنه دافع عن نفسه قائلًا «أعلم في كثير من الأحيان ما يعني أن تكون في حاجة للمال، لكنني لم أقع عاجزًا في شباك الديون على الإطلاق».

## شخصيته

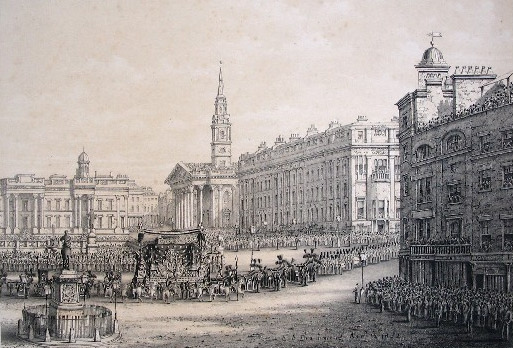
جنازة دوق ويلينغتون في ميدان الطرف الأغر في لندن

كان ويلنغتون يحب الاستيقاظ مبكرا , حيث انه "لايحتمل البقاء مستيقظا في السرير" , حتى حين ما كان الجيش في حالة سكون  , حتى بعد العودة الى الحياة المدنية بعد عام 1815 الذي خاض فيه اخر معاركه ضد نابليون بونابرت كان ويلنغتون ينام في سرير معسكر , مما يعكس قلة اهتمامه بوسائل الراحة المتاحة . الجنرال الاسباني ميغيل دي الافا (الذي خدم مع ويلنغتون في حرب الاستقلال الاسبانية) اشتكى من ان ويلنغتون كان كثير القول بان الجيش سيبدأ الزحف عند "طلوع الفجر" وسيتناول على عشائه "لحما باردا" لدرجة انه اصبح يخشى هاتين العبارتين 
اثناء الحملات العسكرية كان نادر الاكل بين الافطار والعشاء . خلال انسحابه الى البرتغال عام 1811 اعتاش على "اللحم البارد والخبز"  على الرغم من ذلك كان معروفا بجودة النبيذ الذي يحتسيه ويقدمه لضيوفه , حيث كان يحتسي زجاجة واحدة في العشاء (والتي كانت نسبة غير كبيرة وفقا لمعايير عصره السائدة) 
كان الافا شاهدا على حادثة قبيل معركة شلمنقة , حيث كان ويلنغتون ياكل ساق دجاجة وهو يراقب مراوغات الجيش الفرنسي من خلال منظار واكتشف تمددا مفرطا في الجناح الايسر للجيش الفرنسي , وادرك ان بوسعه شن هجوما ناجحا هناك وصاح " بالله , هذا سيفي بالغرض" ورمى العظمة بالهواء  وبعد معركة تولوز التي خسرها نابليون بشره الكولونيل فريدريك بونسونبي بخبر تنازل نابليون عن العرش فقام ويلنغتون برقص الفلامينكو الاسبانية بارتجال ملتفا حول عقبيه ,مقرقعا اصابعه 
ذكر المؤرخ العسكري شارلز دالتون واقعة انه بعد معركة طاحنة في اسبانيا قال احد الضباط الشبان انه "سيتعشى الليلة مع ويلنغتون" الذي سمعها الدوق وهو مار بحصانه وقال " امنحني على الاقل سابقة السيد قبل اسمي " , والتي رد عليه بها الضابط بذكاء " ياسيدي نحن لانقول السيد قيصر او السيد الاسكندر , فلماذا يجب علي ان اقول السيد ويلنغتون" 
بينما كان معروفا ملامحه الصارمة وانضباطه الحديدي الا انه لم يكن باي حال من الاحوال غير مراعيا . وبالرغم من انه كان يكره هتاف الجنود لانه " قريب بما فيه الكفاية لان يكون رأيا" الا انه كان يهتم بالجند عموما , فقد رفض مطاردة الفرنسيين الفارين من معركتي بورتو و شلمنقة لانها كانت ستكلف حياة الكثير من جنده بسبب التضاريس الوعرة. كانت المرة الوحيدة التي ابدى فيها حزنا على الملأ هي في اقتحام باداخوز حيث بكى على منظر جثث البريطانيين في الثغرات .
بعد معركة فيتوريا وصف ويلنغتون في رسالته للمعركة مغاضبا ان جنوده "حثالة الارض" بسبب اخلالهم بالصفوف خلال المعركة .
وبعد معركة واترلو (التي هزم فيها نابليون) ذرف الدمع عند تقديم قائمة القتلى البريطانيين في المعركة , ولاحقا عند اجتماعه مع عائلته بعد المعركة كان غير راغب بالتبريكات وانهار بالبكاء فقد خارت عزيمته تحت وطأة خسائر الارواح الهائلة بعد المعركة

## روابط خارجية
- آرثر ويلزلي على موقع الموسوعة البريطانية (الإنجليزية)
- آرثر ويلزلي على موقع إن إن دي بي (الإنجليزية)